# José Neto (Musiker)
José Pires de Almeida Neto (* 1954 in São Paulo) ist ein brasilianischer Gitarrist des Modern Jazz. Neben akustischen und elektrischen Gitarren spielt er auch ein Instrument mit einem Polysubbass, dessen Saiten er mit Daumen und Fingern spielt.
Neto erhielt seit dem zwölften Lebensjahr Unterricht auf der klassischen Gitarre. Später studierte er an der Musikakademie seiner Heimatstadt. Ab 1970 war er als Gitarrenlehrer tätig und arbeitete daneben mit seiner eigenen Band „Plato“. 1978 wurde er Mitglied des Ensembles Harry Belafonte, bei dem er zwei Jahre blieb, aber auch später wieder zusammenarbeitete. Ab 1982 leitete er in San Francisco eigene Bands und arbeitete bald mit Tânia Maria, Paquito D’Rivera, Hugh Masekela, Herbie Mann und Airto Moreira. 1990 wurde er musikalischer Leiter und wichtiger Komponist der Band „Forth World“ von Moreira und Flora Purim, mit der er nun hauptsächlich arbeitete. Weiterhin nahm er an Einspielungen von George Benson teil. 2001 gastierte seine „Netoband“ bei verschiedenen Festivals in Europa. In der Folge kam es zur ausgedehnten Zusammenarbeit mit Steve Winwood, mit dem 2003 eine Welttournee stattfand.

## Diskographische Hinweise
- Mountains and See (1987, mit Airto Moreira und Flora Purim)
- Seventh Wave – The Lucky One (2000)

## Lexigraphische Einträge
- Martin Kunzler: Jazz-Lexikon. Band 2: M–Z (= rororo-Sachbuch. Bd. 16513). 2. Auflage. Rowohlt, Reinbek bei Hamburg 2004, ISBN 3-499-16513-9.